# إبراهيم أبو خزام
إبراهيم مصباح أبو خزام، (1952 - 30 نوفمبر 2023)، فقيه القانون الدستوري وسياسي ليبي. وأمين المكتب الشعبي الليبي (سفير ليبيا) لدي العراق في الفترة مابين 1995 وحتى غزو العراق عام 2003.
عضو في مجمع اللغة العربية بطرابلس، ساهم في كتابة وصياغة الوثيقة الخضراء الكبرى لحقوق الإنسان عام 1988 رفقة آخرين منهم أ.د رجب بودبوس. كما كلف ضمن لجنة قانونية لمراجعة مسودة الدستور الليبي عام 2008.
له مؤلفات عدة في مجالات القانون العام والقانون الدستوري والسياسة الدولية وإدارة الأزمات، نشر نتاجه العلمي في عديد المواقع والصحف والدوريات المحكمة منها مجلة الدراسات الصادرة عن المركز العالمي لدراسات وأبحاث الكتاب الأخضر، وصحيفة الموقف الليبي.

## النشأة والتعليم
ولد إبراهيم مصباح علي أبوخزام بقرية ققم أحدى قرى مدينة وادي الشاطئ جنوب ليبيا عام 1952م. يعود نسبه إلى قبيلة الحساونة أحد بطون قبائل بنو سليم العربية. وفي منطقة ققم تلقى تعليمه الإبتدائي والإعدادي، ثم انتقل إلي مدينة سبها لدراسة المرحلة الثانوية.
ذهب إلى مدينة بنغازي ملتحقاً بكلية القانون بجامعة قاريونس، والتى تحصل منها على درجة ليسانس في القانون العام عام 1976.
في عام 1981م تحصل على الإجازة العالية "درجة الماجستير" في القانون الدولي، وفي عام 1995م تحصل على الإجازة الدقيقة "درجة الدكتوراة" في نفس التخصص.
له 4 أبناء ذكور وهم أديب، ومحمد، ووائل، ومصطفى أبو خزام.

## حياته المهنية

### مابين عامي 1986 و2011
عمل إبراهيم أبو خزام أستاذًا للقانون العام بمؤسسات التعليم العالي الليبية فقد عرفته مدرجات جامعة الفاتح، وأكاديمية الدراسات العليا، وأكاديمية الدراسات الأمنية.
كما كلف بمهام الأمين العام المساعد لمؤتمر الشعب العام (السلطة التشريعية) خلال الفترة من 1986م وحتى 1990م، ثم أمينًا (وزيرا) للتعليم العالي ما بين عامى 1990 و 1992م، ثم سفيرًا لليبيا لدى العراق من 1995 وحتى غزو العراق عام 2003م، وبعد ذلك تم تكليفه برئاسة جامعة ناصر الأممية خلال الفترة من 2004 وحتى 2011م، كما كلف بعمادة المعهد الدبلوماسي التابع اللجنة الشعبية العامة للإتصال والتعاون الدولي (وزارة الخارجية) من 2008م إلى 2011م.

### مابين عامي 2011 و2023
انظم إبراهيم أبو خزام إلى لجنة حقوق الإنسان المشكلة من الحكومة الليبية أنداك مدافعاً عن وطنه وحكومته الشرعية ضد التدخل العسكري الأجنبي والذي قاده حلف شمال الأطلسي، وذلك من أجل تفنيد الإدعاءات التي بنى عليها التدخل العسكري، كما صدر له قرار حكومي بتعينه بمنصب مندوب ليبيا الدائم في الأمم المتحدة بدلا عن عبد الرحمن شلقم والذي تمت إقالته، إلا أن الولايات المتحدة رفضت منحه التأشيرة، وكذلك رفضت الأمم المتحدة إلغاء وظيفة شلقم رغم قرار إقالته.
وبعد ما وضعت الحرب الأهلية الليبية أوزراها، وتحديداً في شهر أكتوبر من عام 2011، هاجر أبو خزام إلى مصر مستقراً في مدينة القاهرة. وذلك على خلفية حملة إعتقالات واسعة أستهدفت مجموعة كبيرة من الوزراء السابقين منهم رئيسي الوزراء الأسبقين «عبد العاطي العبيدي» و«أبو زيد دورة» ووزير التربية والتعليم «محمد أحمد الشريف».
كان إبراهيم أبو خزام من القادة البارزين في الحركة الوطنية الشعبية الليبية - وهي حزب سياسي أساسه مجموعة من السياسيين والأكادميين الليبيين، - والذين هُجرو من ليبيا عقب 2011م - في مصر آواخر عام 2012م -. وذلك من خلال عضويته في اللجنة الإستشارية للحركة.
خلال تواجده في المهجر لم ينقطع أبو خزام عن الكتابة والتأليف فقد صدر له عناوين مهمة في مجال السياسة الدولية منها «أزمة الدِّول» عام 2015، و«الصراع على سيادة العالم» عام 2017م، و«شروط الديموقراطية» عام 2022.

## آثاره

#### كتب
● العرب والصراع الدولي، منشورات الموقف الليبي، بنغازي - ليبيا، 2024م.
● شروط الديموقراطية، منشورات مكتبة الوحدة، طرابلس - ليبيا، 2022م.
● المحافظون الجدد، منشورات مكتبة طرابلس العلمية العالمية، طرابلس - ليبيا، 2018م.
● الصراع على سيادة العالم، منشورات المكتبة الأكاديمية، القاهرة - مصر، 2017م.
● أزمات الدِّول، منشورات المكتب العربي للمعارف، القاهرة - مصر، 2015م.
● أقواس الهيمنة، منشورات دار الكتاب الجديد المتحدة، بيروت - لبنان، 2005م.
● الوسيط في القانون الدستوري، منشورات دار الكتاب الجديد المتحدة، بيروت - لبنان، 2005م.
● الحروب وتوازن القوى، من منشورات الأهلية للنشر والتوزيع، عمان - الأردن، 1999م.
● شرح القانون الدستوري الليبي، منشورات مكتبة طرابلس العلمية العالمية، طرابلس - ليبيا،1997م.
● العرب وتوازن القوى في القرن الحادي والعشرين، منشورات مكتبة طرابلس العلمية العالمية، طرابلس- ليبيا، 1995م.
● الوجيز في القانون الدستوري بمشاركة مع أ.د ميلود المهذبي، منشورات مكتبة طرابلس العلمية العالمية، طرابلس - ليبيا، 1995م.

### أبحاث علمية منشورة
● ملاحظات حول مشروع الدستور.
● شروط النهضة
● ثورة الشبيبة علاقة الحضارات.
● تآكل الأوطان
● ديموقراطيات الكوارث
● ملاحظات في التربية الوطنية
● نهاية الصراع لا نهاية التاريخ
● حلم الوحدة.

## وفاته
توفي إبراهيم أبوخزام صباح يوم الخميس 16 جمادى الأولى 1445هـ الموافق 30 نوفمبر 2023م في أحدى المصحات العلاجية بألمانيا عن عمر يناهز 72 عاماً. بعدما داهمه المرض بغتاه في شهر يونيو من نفس العام.
وفي يوم الإثنين 20 جمادى الأولى 1445هـ الموافق 4 من شهر ديسمبر 2023م وصل جثمانه إلي ليبيا. وعقب صلاة الجنازة بُعيد صلاة العصر من نفس اليوم، ورى جثمانه الثرى في مقبرة ققم بمسقط رأسه بقرية ققم ببلدية القرضة الشاطئ. وقد حضر مؤكب التشيع عدد غفير من أهل البلدة يتقدمها أفراد عائلته بالإضافة إلى وفود الرسمية والإجتماعية وعلى رأسها وفد الحركة الوطنية الشعبية الليبية ووفد ممثل لخليفة حفتر القائد العام لجيش العربي الليبي.